# 유치뽕
유치뽕(Yuchippong)은 대한민국의 싱어송라이터 이승환이 통신판매 전용으로 발매한 편집음반이다. 국내최초 온라인 전용 판매 음반으로 잘 알려져 있다.
- 발매일 : 1998년 6월

## 곡 목록
1. 세상에 뿌려진 사랑만큼 (작사:오태호 작곡:오태호 편곡:조동익
2. 통화남녀 (작사:이승환 작곡:황성제 편곡:황성제)
3. 괜찮아요...당신은 단지 특별할 뿐이니까요 (작사:이승환, 이지은 작곡:박용준 편곡:박용준)
4. 이별에 대처하는 우리의 자세 (작사:이승환 작곡:이승환)
5. 그냥 그런 이야기 (작사:이승환 작곡:이승환 편곡:조동익)
6. 붉은 낙타 (작사:이승환 작곡:이승환, 유희열 편곡:Bullard)
7. 슬픔에 관하여 (작사:이승환 작곡:이승환 편곡:김현철)
8. 기다린 날도 지워진 날도 (작사:오태호 작곡:오태호 편곡:유영선)
9. 못말리는 봉팔이 (작사:이승환 작곡:이승환, 유희열 편곡:유희열)
10. 동문서답
11. 유치뽕 (작사:이승환, Mgr 작곡:이승환, Mgr 편곡:Mgr, 황성제)

## 같이 보기
- 이승환 디스코그래피